# يوم عينين
يوم عَيْنينِ أحد أيام العرب في الجاهلية، وكان الظفر فيه لبني نهشل بن دارم من بنو تميم على عبد القيس من ربيعة.

## المعركة
خرجت جماعة من بني منقر وهم من مقاعس من بني سعد من بني تميم سالكين طريقاً في بلاد عبد القيس فعترضتهم عبد القيس، فتقاتلوا، فاستغاثت بني منقر ببني نهشل، فحموهم، واستنقذوهم.
وفي ذلك يقول البعيث المجاشعي:

## التسمية
عينين وهو موضع في إقليم البحرين ناحية ديار قبيلة عبد القيس. وقال الحفصي: عينين بالبحرين، وأنشد:
وإليها يضاف خليد عينين الشاعر.